# Az Esküdt ellenségek epizódjainak listája (1–15. évad)
Ez a cikk az Esküdt ellenségek című sorozat epizódjait listázza. A 2. epizódlista

## Évados áttekintés
| Évad | Évad | Epizódok | Eredeti sugárzás     | Eredeti sugárzás | Eredeti adó |
| Évad | Évad | Epizódok | Évadpremier          | Évadfinálé       | Eredeti adó |
| ---- | ---- | -------- | -------------------- | ---------------- | ----------- |
|      | 1    | 22       | 1990. szeptember 13. | 1991. június 9.  |             |
|      | 2    | 22       | 1991. szeptember 17. | 1992. május 12.  |             |
|      | 3    | 22       | 1992. szeptember 23. | 1993. május 19.  |             |
|      | 4    | 22       | 1993. szeptember 15. | 1994. május 25.  |             |
|      | 5    | 23       | 1994. szeptember 21. | 1995. május 24.  |             |
|      | 6    | 23       | 1995. szeptember 20. | 1996. május 22.  |             |
|      | 7    | 23       | 1996. szeptember 18. | 1997. május 21.  |             |
|      | 8    | 24       | 1997. szeptember 24. | 1998. május 20.  |             |
|      | 9    | 24       | 1998. szeptember 23. | 1999. május 26.  |             |
|      | 10   | 24       | 1999. szeptember 22. | 2000. május 24.  |             |
|      | 11   | 24       | 2000. október 18.    | 2001. május 23.  |             |
|      | 12   | 24       | 2001. szeptember 26. | 2002. május 22.  |             |
|      | 13   | 24       | 2002. október 2.     | 2003. május 21.  |             |
|      | 14   | 24       | 2003. szeptember 24. | 2004. május 19.  |             |
|      | 15   | 24       | 2004. szeptember 22. | 2005. május 18.  |             |
|      | 16   | 22       | 2005. szeptember 21. | 2006. május 17.  |             |
|      | 17   | 22       | 2006. szeptember 22. | 2007. május 18.  |             |
|      | 18   | 18       | 2008. január 2.      | 2008. május 21.  |             |
|      | 19   | 22       | 2008. november 5.    | 2009. június 3.  |             |
|      | 20   | 23       | 2009. szeptember 25. | 2010. május 24.  |             |
|      | 21   | 10       | 2022. február 24.    | 2022. május 19.  |             |
|      | 22   | 22       | 2022. szeptember 22. | 2023. május 18.  |             |
|      | 23   | 13       | 2024. január 18.     | 2024. május 16.  |             |
|      | 24   | 22       | 2024. október 3.     | 2025. május 15.  |             |
|      | 25   |          | 2025. szeptember 25. | 2026.            |             |

## 1. évad (1990-1991)
| Sor. | Év. | Cím                              | Rendező              | Író | Premier              | Nézettség    |
| ---- | --- | -------------------------------- | -------------------- | --- | -------------------- | ------------ |
| 1.   | 1.  | Prescription for Death           | John P. Whitesell II | Történet: David Black és Ed Zuckerman Tévéjáték: Ed Zuckerman                                           | 1990. szeptember 13. | 14,00 millió |
| 2.   | 2.  | Subterranean Homeboy Blues       | E. W. Swackhamer     | Robert Palm                                                                                             | 1990. szeptember 20. | 15,50 millió |
| 3.   | 3.  | The Reaper's Helper              | Vern Gillum          | Történet: Thomas Francis McElroy Tévéjáték: David Black, Robert Stuart Nathan és Thomas Francis McElroy | 1990. október 4.     | 14,60 millió |
| 4.   | 4.  | Kiss the Girls and Make Them Die | Charles Correll      | Történet: Dick Wolf Tévéjáték: Robert Stuart Nathan                                                     | 1990. október 11.    | 16,80 millió |
| 5.   | 5.  | Happily Ever After               | Vern Gillum          | Történet: Dick Wolf és David Black Tévéjáték: Robert Stuart Nathan és David Black                       | 1990. október 23.    | 19,40 millió |
| 6.   | 6.  | Everybody's Favorite Bagman      | John Patterson       | Dick Wolf                                                                                               | 1990. október 30.    | 18,20 millió |
| 7.   | 7.  | By Hooker, By Crook              | Martin Davidson      | David Black                                                                                             | 1990. november 13.   | 17,70 millió |
| 8.   | 8.  | Poison Ivy                       | E. W. Swackhamer     | Történet: Jack Richardson és Jacob Brackman Tévéjáték: Jacob Brackman                                   | 1990. november 20.   | 15,00 millió |
| 9.   | 9.  | Indifference                     | James Quinn          | Robert Palm                                                                                             | 1990. november 27.   | 17,60 millió |
| 10.  | 10. | Prisoner of Love                 | Michael Fresco       | Történet: David Black és Robert Stuart Nathan Tévéjáték: Robert Stuart Nathan                           | 1990. december 4.    | 16,80 millió |
| 11.  | 11. | Out of the Half-Light            | E. W. Swackhamer     | Michael Duggan                                                                                          | 1990. december 11.   | 19,80 millió |
| 12.  | 12. | Life Choice                      | Aaron Lipstadt       | Történet: Dick Wolf Tévéjáték: David Black és Robert Stuart Nathan                                      | 1991. január 8.      | 19,20 millió |
| 13.  | 13. | A Death in the Family            | Gwen Arner           | Történet: Joe Viola Tévéjáték: David Black és Joe Viola                                                 | 1991. január 15.     | 17,80 millió |
| 14.  | 14. | The Violence of Summer           | Don Scardino         | Michael Duggan                                                                                          | 1991. február 5.     | 16,20 millió |
| 15.  | 15. | The Torrents of Greed Part 1     | E. W. Swackhamer     | Történet: Michael Duggan és Michael S. Chernuchin Tévéjáték: Michael S. Chernuchin                      | 1991. február 12.    | 16,60 millió |
| 16.  | 16. | The Torrents of Greed Part 2     | E. W. Swackhamer     | Történet: Michael Duggan és Michael S. Chernuchin Tévéjáték: Michael S. Chernuchin                      | 1991. február 19.    | 13,60 millió |
| 17.  | 17. | Mushrooms                        | Daniel Sackheim      | Robert Palm                                                                                             | 1991. február 26.    | 15,60 millió |
| 18.  | 18. | The Secret Sharers               | E. W. Swackhamer     | Robert Stuart Nathan                                                                                    | 1991. március 12.    | 13,20 millió |
| 19.  | 19. | The Serpent's Tooth              | Don Scardino         | Történet: I.C. Rapoport és Joshua Stern Tévéjáték: René Balcer és Robert Stuart Nathan                  | 1991. március 19.    | 19,30 millió |
| 20.  | 20. | The Troubles                     | John P. Whitesell II | Történet: Dick Wolf és Robert Palm Tévéjáték: Robert Palm                                               | 1991. március 26.    | 17,40 millió |
| 21.  | 21. | Sonata for Solo Organ            | Fred Gerber          | Történet: Michael Duggan és Joe Morgenstern Tévéjáték: Michael S. Chernuchin és Joe Morgenstern         | 1991. április 2.     | 18,00 millió |
| 22.  | 22. | The Blue Wall                    | Vern Gillum          | Történet: Dick Wolf és Robert Stuart Nathan Tévéjáték: Robert Stuart Nathan                             | 1991. június 9.      | 12,20 millió |

## 2. évad (1991-1992)
| Sor. | Év. | Cím                     | Rendező                  | Író                                                                                                   | Premier              | Nézettség    |
| ---- | --- | ----------------------- | ------------------------ | --- | -------------------- | ------------ |
| 23.  | 1.  | Confession              | Fred Gerber              | Michael Duggan és Robert Palm                                                                         | 1991. szeptember 17. | 16,40 millió |
| 24.  | 2.  | The Wages of Love       | Ed Sherin                | Történet: Robert Stuart Nathan és Ed Zuckerman Tévéjáték: Ed Zuckerman                                | 1991. szeptember 24. | 16,60 millió |
| 25.  | 3.  | Aria                    | Don Scardino             | Történet: Michael S. Chernuchin Tévéjáték: Christine Roum                                             | 1991. október 1.     | 18,90 millió |
| 26.  | 4.  | Asylum                  | Kristoffer Siegel-Tabori | Történet: Robert Palm Tévéjáték: Kathy McCormick                                                      | 1991. október 8.     | 20,80 millió |
| 27.  | 5.  | God Bless the Child     | E.W. Swackhamer          | David Black és Robert Stuart Nathan                                                                   | 1991. október 22.    | 15,10 millió |
| 28.  | 6.  | Misconception           | Daniel Sackheim          | Történet: Michael Duggan és Michael S. Chernuchin Tévéjáték: Michael S. Chernuchin                    | 1991. október 29.    | 18,50 millió |
| 29.  | 7.  | In Memory Of            | Ed Sherin                | Történet: Siobhan Byrne és David Black Tévéjáték: Robert Stuart Nathan és David Black                 | 1991. november 5.    | 18,10 millió |
| 30.  | 8.  | Out of Control          | John Whitesell           | Történet: David Black és Robert Stuart Nathan Tévéjáték: Jack Richardson                              | 1991. november 12.   | 19,30 millió |
| 31.  | 9.  | Renunciation            | Gwen Arner               | Michael S. Chernuchin és Joe Morgenstern                                                              | 1991. november 19.   | 16,00 millió |
| 32.  | 10. | Heaven                  | Ed Sherin                | Történet: Robert Palm Tévéjáték: Nancy Ann Miller és Robert Palm                                      | 1991. november 26.   | 19,10 millió |
| 33.  | 11. | His Hour Upon the Stage | Steve Cohen              | Robert Nathan és Giles Blunt                                                                          | 1991. december 10.   | 18,30 millió |
| 34.  | 12. | Star Struck             | Ed Sherin                | Történet: David Black és Alan Gelb Tévéjáték: Robert Nathan és Sally Nemeth                           | 1992. január 7.      | 21,30 millió |
| 35.  | 13. | Severance               | Jim Frawley              | Történet: Michael Duggan és William N. Fordes Tévéjáték: Michael S. Chernuchin és William N. Fordes   | 1992. január 14.     | 17,40 millió |
| 36.  | 14. | Blood Is Thicker        | Peter Levin              | Történet: Robert Nathan és Ed Zuckerman Tévéjáték: Ed Zuckerman                                       | 1992. február 4.     | 17,60 millió |
| 37.  | 15. | Trust                   | Daniel Sackheim          | Történet: Michael Duggan és René Balcer Tévéjáték: René Balcer                                        | 1992. február 11.    | 17,60 millió |
| 38.  | 16. | Vengeance               | Daniel Sackheim          | Történet: Peter S. Greenberg és Michael S. Chernuchin Tévéjáték: René Balcer és Michael S. Chernuchin | 1992. február 18.    | 19,20 millió |
| 39.  | 17. | Sisters of Mercy        | Fred Gerber              | Történet: Robert Palm és René Balcer Tévéjáték: René Balcer                                           | 1992. március 3.     | 16,40 millió |
| 40.  | 18. | Cradle to Grave         | James Frawley            | Robert Nathan és Sally Nemeth                                                                         | 1992. március 31.    | 18,10 millió |
| 41.  | 19. | The Fertile Fields      | Ed Sherin                | Michael S. Chernuchin és René Balcer                                                                  | 1992. április 7.     | 17,50 millió |
| 42.  | 20. | Intolerance             | Steven Robman            | Robert Nathan és Sally Nemeth                                                                         | 1992. április 14.    | 14,90 millió |
| 43.  | 21. | Silence                 | Ed Sherin                | Történet: Michael Duggan és René Balcer Tévéjáték: Michael S. Chernuchin és René Balcer               | 1992. április 28.    | 11,10 millió |
| 44.  | 22. | The Working Stiff       | Daniel Sackheim          | Történet: William N. Fordes és Robert Palm Tévéjáték: Robert Palm                                     | 1992. május 12.      | 12,10 millió |

## 3. évad (1992-1993)
| Sor. | Év. | Cím                | Rendező          | Író                                                                                         | Premier              | Nézettség    |
| ---- | --- | ------------------ | ---------------- | ------------------------------------------------------------------------------------------- | -------------------- | ------------ |
| 45.  | 1.  | Skin Deep          | Daniel Sackheim  | Robert Nathan és Gordon Rayfield                                                            | 1992. szeptember 23. | 14,90 millió |
| 46.  | 2.  | Conspiracy         | Ed Sherin        | Michael S. Chernuchin és René Balcer                                                        | 1992. szeptember 30. | 12,80 millió |
| 47.  | 3.  | Forgiveness        | Bill D'Elia      | Történet: Robert Nathan és Ed Zuckerman Tévéjáték: Ed Zuckerman                             | 1992. október 7.     | 17,20 millió |
| 48.  | 4.  | The Corporate Veil | Don Scardino     | Michael S. Chernuchin és Joe Morgenstern                                                    | 1992. október 14.    | 14,80 millió |
| 49.  | 5.  | Wedded Bliss       | Vern Gillum      | Robert Nathan és Edward Pomerantz                                                           | 1992. október 21.    | 14,80 millió |
| 50.  | 6.  | Helpless           | James Frawley    | Michael S. Chernuchin és Christine Roum                                                     | 1992. november 4.    | 17,50 millió |
| 51.  | 7.  | Self-Defense       | Ed Sherin        | René Balcer és Hall Powell                                                                  | 1992. november 11.   | 14,90 millió |
| 52.  | 8.  | Prince of Darkness | Gilbert Shilton  | Robert Nathan és William N. Fordes                                                          | 1992. november 18.   | 14,60 millió |
| 53.  | 9.  | Point of View      | Gilbert Moses    | Walon Green és René Balcer                                                                  | 1992. november 25.   | 16,40 millió |
| 54.  | 10. | Consultation       | James Hayman     | Matt Kiene és Joseph Reinkemeyer                                                            | 1992. december 9.    | 13,40 millió |
| 55.  | 11. | Extended Family    | Charles Correll  | Történet: Wendell Rawls Tévéjáték: Robert Nathan és Wendell Rawls                           | 1993. január 6.      | 16,10 millió |
| 56.  | 12. | Right to Counsel   | James Frawley    | Michael S. Chernuchin és Barry M. Schkolnick                                                | 1993. január 13.     | 15,10 millió |
| 57.  | 13. | Night and Fog      | Ed Sherin        | Michael S. Chernuchin és René Balcer                                                        | 1993. február 3.     | 14,60 millió |
| 58.  | 14. | Promises to Keep   | Ed Sherin        | Történet: William N. Fordes és Douglas Stark Tévéjáték: Robert Nathan és Joshua Stern       | 1993. február 10.    | 11,40 millió |
| 59.  | 15. | Mother Love        | Daniel Sackheim  | Történet: Walon Green és Robert Nathan Tévéjáték: Robert Nathan                             | 1993. február 24.    | 14,60 millió |
| 60.  | 16. | Jurisdiction       | Bruce Seth Green | Walon Green és René Balcer                                                                  | 1993. március 3.     | N/A          |
| 61.  | 17. | Conduct Unbecoming | Arthur W. Forney | Történet: Walon Green és Peter S. Greenberg Tévéjáték: Michael S. Chernuchin és René Balcer | 1993. március 10.    | 13,50 millió |
| 62.  | 18. | Animal Instinct    | Ed Sherin        | Michael S. Chernuchin és Sibyl Gardner                                                      | 1993. március 17.    | 12,70 millió |
| 63.  | 19. | Virus              | Steven Robman    | Michael S. Chernuchin és René Balcer                                                        | 1993. április 21.    | 11,90 millió |
| 64.  | 20. | Securitate         | James Hayman     | Matt Kiene és Joe Reinkemeyer                                                               | 1993. május 5.       | 10,80 millió |
| 65.  | 21. | Manhood            | Ed Sherin        | Történet: Walon Green és Robert Nathan Tévéjáték: Robert Nathan                             | 1993. május 12.      | 13,70 millió |
| 66.  | 22. | Benevolence        | Ed Sherin        | Történet: Douglas Palau Tévéjáték: René Balcer és Douglas Palau                             | 1993. május 19.      | 15,40 millió |

## 4. évad (1993-1994)
| Sor. | Év. | Cím                      | Rendező            | Író                                                                                            | Premier              | Nézettség    |
| ---- | --- | ------------------------ | ------------------ | ---------------------------------------------------------------------------------------------- | -------------------- | ------------ |
| 67.  | 1.  | Sweeps                   | James Frawley      | Craig McNeer és Robert Nathan                                                                  | 1993. szeptember 15. | 13,60 millió |
| 68.  | 2.  | Volunteers               | James Quinn        | René Balcer                                                                                    | 1993. szeptember 29. | 13,70 millió |
| 69.  | 3.  | Discord                  | Ed Sherin          | Michael S. Chernuchin                                                                          | 1993. október 6.     | 15,30 millió |
| 70.  | 4.  | Profile                  | E.W. Swackhamer    | Történet: Gordon Rayfield Tévéjáték: Ed Zuckerman és Gordon Rayfield                           | 1993. október 13.    | 16,00 millió |
| 71.  | 5.  | Black Tie                | Arthur W. Forney   | Walon Green és Michael S. Chernuchin                                                           | 1993. október 20.    | 16,30 millió |
| 72.  | 6.  | Pride and Joy            | Gilbert Shilton    | Edward Pomerantz és Robert Nathan                                                              | 1993. október 27.    | 16,20 millió |
| 73.  | 7.  | Apocrypha                | Gabrielle Beaumont | Michael S. Chernuchin                                                                          | 1993. november 3.    | 14,90 millió |
| 74.  | 8.  | American Dream           | Constantine Makris | Sibyl Gardner                                                                                  | 1993. november 9.    | 14,40 millió |
| 75.  | 9.  | Born Bad                 | Fred Gerber        | Michael S. Chernuchin és Sally Nemeth                                                          | 1993. november 16.   | 15,60 millió |
| 76.  | 10. | The Pursuit of Happiness | Dann Florek        | Morgan Gendel és Robert Nathan                                                                 | 1993. december 1.    | 17,00 millió |
| 77.  | 11. | Golden Years             | Helaine Head       | Történet: Doug Palau Tévéjáték: Ed Zuckerman és Doug Palau                                     | 1994. január 5.      | 15,20 millió |
| 78.  | 12. | Snatched                 | Constantine Makris | Walon Green és René Balcer                                                                     | 1994. január 12.     | 15,30 millió |
| 79.  | 13. | Breeder                  | Arthur W. Forney   | Michael S. Chernuchin és René Balcer                                                           | 1994. január 19.     | 19,30 millió |
| 80.  | 14. | Censure                  | Ed Sherin          | William N. Fordes                                                                              | 1994. február 2.     | 19,00 millió |
| 81.  | 15. | Kids                     | Don Scardino       | Michael Harbert és Robert Nathan                                                               | 1994. február 9.     | 16,30 millió |
| 82.  | 16. | Big Bang                 | Dann Florek        | Ed Zuckerman                                                                                   | 1994. március 2.     | 15,70 millió |
| 83.  | 17. | Mayhem                   | James Quinn        | Történet: Walon Green és Michael S. Chernuchin Tévéjáték: René Balcer és Michael S. Chernuchin | 1994. március 9.     | 16,60 millió |
| 84.  | 18. | Wager                    | Ed Sherin          | Történet: Michael S. Chernuchin és Harvey Solomon Tévéjáték: Kevin Arkadie és Harvey Solomon   | 1994. március 30.    | 16,30 millió |
| 85.  | 19. | Sanctuary                | Arthur W. Forney   | Michael S. Chernuchin és William N. Fordes                                                     | 1994. április 13.    | 17,10 millió |
| 86.  | 20. | Nurture                  | Jace Alexander     | Paris Qualles és Ed Zuckerman                                                                  | 1994. május 4.       | 15,30 millió |
| 87.  | 21. | Doubles                  | Ed Sherin          | Michael S. Chernuchin és René Balcer                                                           | 1994. május 18.      | 15,70 millió |
| 88.  | 22. | Old Friends              | James Quinn        | Történet: Robert Nathan és Joshua Stern Tévéjáték: Joshua Stern                                | 1994. május 25.      | 15,30 millió |

## 5. évad (1994-1995)
| Sor. | Év. | Cím               | Rendező             | Író                                                                                     | Premier              | Nézettség    |
| ---- | --- | ----------------- | ------------------- | --------------------------------------------------------------------------------------- | -------------------- | ------------ |
| 89.  | 1.  | Second Opinion    | Ed Sherin           | Michael S. Chernuchin és Jeremy R. Littman                                              | 1994. szeptember 21. | 18,30 millió |
| 90.  | 2.  | Coma              | Jace Alexander      | Ed Zuckerman                                                                            | 1994. szeptember 28. | 19,50 millió |
| 91.  | 3.  | Blue Bamboo       | Don Scardino        | Történet: Hall Powell és René Balcer Tévéjáték: Morgan Gendel és René Balcer            | 1994. október 5.     | 15,50 millió |
| 92.  | 4.  | Family Values     | Constantine Makris  | René Balcer és William N. Fordes                                                        | 1994. október 12.    | 17,70 millió |
| 93.  | 5.  | White Rabbit      | Steven Robman       | Ed Zuckerman és Morgan Gendel                                                           | 1994. október 19.    | 18,20 millió |
| 94.  | 6.  | Competence        | Fred Gerber         | Michael S. Chernuchin és Mark B. Perry                                                  | 1994. november 2.    | 17,90 millió |
| 95.  | 7.  | Precious          | Constantine Makris  | René Balcer és I.C. Rapoport                                                            | 1994. november 9.    | 17,50 millió |
| 96.  | 8.  | Virtue            | Martha Mitchell     | Mark B. Perry és Jeremy R. Littman                                                      | 1994. november 23.   | 18,70 millió |
| 97.  | 9.  | Scoundrels        | Marc Laub           | Ed Zuckerman és Charles C. Mann                                                         | 1994. november 30.   | 18,30 millió |
| 98.  | 10. | House Counsel     | James Quinn         | Michael S. Chernuchin és Barry M. Schkolnick                                            | 1995. január 4.      | 16,40 millió |
| 99.  | 11. | Guardian          | Christopher Misiano | Történet: Brad Markowitz és René Balcer Tévéjáték: William N. Fordes és René Balcer     | 1995. január 11.     | 16,60 millió |
| 100. | 12. | Progeny           | Don Scardino        | Történet: Mark B. Perry és Morgan Gendel Tévéjáték: Ed Zuckerman és Morgan Gendel       | 1995. január 25.     | 16,40 millió |
| 101. | 13. | Rage              | Arthur W. Forney    | Michael S. Chernuchin                                                                   | 1995. február 1.     | 17,10 millió |
| 102. | 14. | Performance       | Martha Mitchell     | Történet: René Balcer és Jeremy R. Littman Tévéjáték: Ed Zuckerman és Jeremy R. Littman | 1995. február 8.     | 16,20 millió |
| 103. | 15. | Seed              | Don Scardino        | Michael S. Chernuchin és Janis Diamond                                                  | 1995. február 15.    | 16,80 millió |
| 104. | 16. | Wannabe           | Lewis H. Gould      | René Balcer és I.C. Rapoport                                                            | 1995. március 15.    | 16,00 millió |
| 105. | 17. | Act of God        | Constantine Makris  | Ed Zuckerman és Walter Dallenbach                                                       | 1995. március 22.    | 16,00 millió |
| 106. | 18. | Privileged        | Vincent Misiano     | Jeremy R. Littman és Suzanne O'Malley                                                   | 1995. április 5.     | 14,60 millió |
| 107. | 19. | Cruel and Unusual | Matthew Penn        | René Balcer és Michael S. Chernuchin                                                    | 1995. április 19.    | 15,50 millió |
| 108. | 20. | Bad Faith         | Dann Florek         | René Balcer                                                                             | 1995. április 26.    | 13,40 millió |
| 109. | 21. | Purple Heart      | Arthur W. Forney    | Morgan Gendel és William N. Fordes                                                      | 1995. május 3.       | 14,10 millió |
| 110. | 22. | Switch            | Christopher Misiano | Jeremy R. Littman és Sibyl Gardner                                                      | 1995. május 17.      | 14,10 millió |
| 111. | 23. | Pride             | Ed Sherin           | Ed Zuckerman és Gene Ritchings                                                          | 1995. május 24.      | 13,40 millió |

## 6. évad (1995-1996)
| Sor. | Év. | Cím            | Rendező             | Író | Premier              | Nézettség    |
| ---- | --- | -------------- | ------------------- | --- | -------------------- | ------------ |
| 112. | 1.  | Bitter Fruit   | Constantine Makris  | René Balcer és Jeremy R. Littman                                                                       | 1995. szeptember 20. | 17,20 millió |
| 113. | 2.  | Rebels         | Ed Sherin           | Történet: Suzanne O'Malley Tévéjáték: Ed Zuckerman és Suzanne O'Malley                                 | 1995. szeptember 27. | 13,70 millió |
| 114. | 3.  | Savages        | Jace Alexander      | Morgan Gendal, Barry M. Schkolnick és Michael S. Chernuchin                                            | 1995. október 18.    | 14,70 millió |
| 115. | 4.  | Jeopardy       | Christopher Misiano | René Balcer és Jeremy R. Littman                                                                       | 1995. november 1.    | 15,00 millió |
| 116. | 5.  | Hot Pursuit    | Lewis H. Gould      | Ed Zuckerman és Morgan Gendel                                                                          | 1995. november 8.    | 17,10 millió |
| 117. | 6.  | Paranoia       | Fred Gerber         | Michael S. Chernuchin                                                                                  | 1995. november 15.   | 16,70 millió |
| 118. | 7.  | Humiliation    | Matthew Penn        | Michael S. Chernuchin és Barry M. Schkolnick                                                           | 1995. november 22.   | 19,20 millió |
| 119. | 8.  | Angel          | Arthur W. Forney    | Michael S. Chernuchin és Janis Diamond                                                                 | 1995. november 29.   | 17,00 millió |
| 120. | 9.  | Blood Libel    | Constantine Makris  | Történet: René Balcer és I.C. Rapoport Tévéjáték: I.C. Rapoport                                        | 1996. január 3.      | 18,70 millió |
| 121. | 10. | Remand         | Jace Alexander      | René Balcer és Elaine Loeser                                                                           | 1996. január 10.     | 15,60 millió |
| 122. | 11. | Corpus Delicti | Christopher Misiano | Ed Zuckerman és Barry M. Schkolnick                                                                    | 1996. január 17.     | 17,40 millió |
| 123. | 12. | Trophy         | Martha Mitchell     | Történet: Ed Zuckerman és Jeremy R. Littman Tévéjáték: Jeremy R. Littman                               | 1996. január 31.     | 17,30 millió |
| 124. | 13. | Charm City     | Ed Sherin           | Michael S. Chernuchin és Jorge Zamacona                                                                | 1996. február 7.     | 19,40 millió |
| 125. | 14. | Custody        | Constantine Makris  | Történet: René Balcer és Morgan Gendel Tévéjáték: Morgan Gendel                                        | 1996. február 21.    | 14,70 millió |
| 126. | 15. | Encore         | Matthew Penn        | Ed Zuckerman és Jeremy R. Littman                                                                      | 1996. február 28.    | 15,10 millió |
| 127. | 16. | Savior         | David Platt         | Michael S. Chernuchin és Barry M. Schkolnick                                                           | 1996. március 13.    | 15,90 millió |
| 128. | 17. | Deceit         | Vincent Misiano     | René Balcer és Eddie Feldmann                                                                          | 1996. március 27.    | 15,30 millió |
| 129. | 18. | Atonement      | Martha Mitchell     | Történet: Ed Zuckerman és Morgan Gendel Tévéjáték: Morgan Gendel                                       | 1996. április 10.    | 16,20 millió |
| 130. | 19. | Slave          | Jace Alexander      | René Balcer és Elaine Loeser                                                                           | 1996. április 21.    | 12,70 millió |
| 131. | 20. | Girlfriends    | Christopher Misiano | Történet: Jeremy R. Littman és Ed Zuckerman Tévéjáték: Suzanne O'Malley és Ed Zuckerman                | 1996. május 1.       | 13,60 millió |
| 132. | 21. | Pro Se         | Lewis H. Gould      | René Balcer és I.C. Rapoport                                                                           | 1996. május 8.       | 14,60 millió |
| 133. | 22. | Homesick       | Matthew Penn        | Történet: Michael S. Chernuchin és Barry M. Schkolnick Tévéjáték: Elaine Loeser és Barry M. Schkolnick | 1996. május 15.      | 17,30 millió |
| 134. | 23. | Aftershock     | Martha Mitchell     | Történet: Michael S. Chernuchin és Janis Diamond Tévéjáték: Janis Diamond                              | 1996. május 22.      | 15,00 millió |

## 7. évad (1996-1997)
| Sor. | Év. | Cím             | Rendező             | Író                                                                                        | Premier              | Nézettség    |
| ---- | --- | --------------- | ------------------- | ------------------------------------------------------------------------------------------ | -------------------- | ------------ |
| 135. | 1.  | Causa Mortis    | Ed Sherin           | René Balcer                                                                                | 1996. szeptember 18. | 15,70 millió |
| 136. | 2.  | I.D.            | Constantine Makris  | Ed Zuckerman                                                                               | 1996. szeptember 18. | 16,50 millió |
| 137. | 3.  | Good Girl       | Jace Alexander      | Jeremy R. Littman                                                                          | 1996. október 2.     | 14,50 millió |
| 138. | 4.  | Survivor        | Vincent Misiano     | Barry M. Schkolnick                                                                        | 1996. október 23.    | 15,50 millió |
| 139. | 5.  | Corruption      | Matthew Penn        | Történet: René Balcer és Gardner Stern Tévéjáték: Gardner Stern                            | 1996. október 30.    | 16,20 millió |
| 140. | 6.  | Double Blind    | Christopher Misiano | Jeremy R. Littman és William N. Fordes                                                     | 1996. november 6.    | 15,22 millió |
| 141. | 7.  | Deadbeat        | Constantine Makris  | Ed Zuckerman és I.C. Rapoport                                                              | 1996. november 13.   | 14,90 millió |
| 142. | 8.  | Family Business | Lewis H. Gould      | Gardner Stern és Barry M. Schkolnick                                                       | 1996. november 20.   | 14,00 millió |
| 143. | 9.  | Entrapment      | Matthew Penn        | René Balcer és Richard Sweren                                                              | 1997. január 8.      | 13,23 millió |
| 144. | 10. | Legacy          | Brian Mertes        | Ed Zuckerman és Jeremy R. Littman                                                          | 1997. január 15.     | 15,06 millió |
| 145. | 11. | Menace          | Constantine Makris  | Történet: Barry M. Schkolnick és I.C. Rapoport Tévéjáték: I.C. Rapoport                    | 1997. február 5.     | 14,97 millió |
| 146. | 12. | Barter          | Dan Karlok          | René Balcer és Eddie Feldmann                                                              | 1997. február 12.    | 14,80 millió |
| 147. | 13. | Matrimony       | Lewis H. Gould      | Ed Zuckerman és Richard Sweren                                                             | 1997. február 19.    | 13,14 millió |
| 148. | 14. | Working Mom     | Jace Alexander      | Jeremy R. Littman és I.C. Rapoport                                                         | 1997. február 26.    | 15,02 millió |
| 149. | 15. | D-Girl          | Ed Sherin           | René Balcer, Ed Zuckerman és Gardner Stern                                                 | 1997. március 13.    | 19,76 millió |
| 150. | 16. | Turnaround      | Ed Sherin           | René Balcer, Ed Zuckerman és Gardner Stern                                                 | 1997. március 20.    | 18,08 millió |
| 151. | 17. | Showtime        | Ed Sherin           | René Balcer, Ed Zuckerman és Gardner Stern                                                 | 1997. március 27.    | 17,07 millió |
| 152. | 18. | Mad Dog         | Christopher Misiano | René Balcer                                                                                | 1997. április 2.     | 14,88 millió |
| 153. | 19. | Double Down     | Arthur W. Forney    | Történet: Richard Sweren és Shimon Wincelberg Tévéjáték: Ed Zuckerman és Shimon Wincelberg | 1997. április 16.    | 14,62 millió |
| 154. | 20. | We Like Mike    | David Platt         | Gardner Stern és I.C. Rapoport                                                             | 1997. április 30.    | 13,37 millió |
| 155. | 21. | Passion         | Constantine Makris  | Történet: Richard Sweren és Barry M. Schkolnick Tévéjáték: Barry M. Schkolnick             | 1997. május 7.       | 13,06 millió |
| 156. | 22. | Past Imperfect  | Christopher Misiano | Janis Diamond                                                                              | 1997. május 14.      | 13,42 millió |
| 157. | 23. | Terminal        | Constantine Makris  | René Balcer és Ed Zuckerman                                                                | 1997. május 21.      | 14,88 millió |

## 8. évad (1997-1998)
| Sor. | Év. | Cím                                        | Rendező             | Író                                                               | Premier              | Nézettség    |
| ---- | --- | ------------------------------------------ | ------------------- | ----------------------------------------------------------------- | -------------------- | ------------ |
| 158. | 1.  | Félelem (Thrill)                           | Martha Mitchell     | René Balcer                                                       | 1997. szeptember 24. | 17,58 millió |
| 159. | 2.  | Tagadás (Denial)                           | Christopher Misiano | Történet: René Balcer és David Shore Tévéjáték: David Shore       | 1997. október 8.     | 14,28 millió |
| 160. | 3.  | Matróztánc (Navy Blues)                    | Jace Alexander      | Történet: Dick Wolf és Kathy McCormick Tévéjáték: Kathy McCormick | 1997. október 15.    | 11,79 millió |
| 161. | 4.  | Szüret (Harvest)                           | Matthew Penn        | Történet: René Balcer és I.C. Rapoport Tévéjáték: I.C. Rapoport   | 1997. október 29.    | 14,18 millió |
| 162. | 5.  | Felszámolás (Nullification)                | Constantine Makris  | David Black                                                       | 1997. november 5.    | 12,98 millió |
| 163. | 6.  | Bébi, te vagy az! 1. rész (Baby, It's You) | Ed Sherin           | Jorge Zamacona                                                    | 1997. november 12.   | 16,01 millió |
| 164. | 7.  | Vér (Blood)                                | Jace Alexander      | Történet: René Balcer és Craig Tepper Tévéjáték: Craig Tepper     | 1997. november 19.   | 15,13 millió |
| 165. | 8.  | Árnyék (Shadow)                            | Matthew Penn        | Richard Sweren                                                    | 1997. november 26.   | 14,81 millió |
| 166. | 9.  | Lángokban (Burned)                         | Constantine Makris  | Siobhan Byrne                                                     | 1997. december 10.   | 14,24 millió |
| 167. | 10. | Rituálé (Ritual)                           | Brian Mertes        | Kathy McCormick és Richard Sweren                                 | 1997. december 17.   | 13,88 millió |
| 168. | 11. | Befolyás alatt (Under the Influence)       | Adam Davidson       | René Balcer                                                       | 1998. január 7.      | 16,98 millió |
| 169. | 12. | Szakértő (Expert)                          | Lewis H. Gould      | David Shore és I.C. Rapoport                                      | 1998. január 21.     | 13,55 millió |
| 170. | 13. | Selejt (Castoff)                           | Gloria Muzio        | David Black és Harold Schechter                                   | 1998. január 28.     | 15,59 millió |
| 171. | 14. | Gyász (Grief)                              | Christopher Misiano | Suzanne Oshry                                                     | 1998. február 4.     | 14,56 millió |
| 172. | 15. | Szemtől szemben (Faccia a Faccia)          | Martha Mitchell     | René Balcer és Eddie Feldmann                                     | 1998. február 25.    | 13,78 millió |
| 173. | 16. | Válás (Divorce)                            | Constantine Makris  | Barry M. Schkolnick                                               | 1998. március 4.     | 14,71 millió |
| 174. | 17. | Hordozó (Carrier)                          | J. Ranelli          | David Black                                                       | 1998. április 1.     | 12,73 millió |
| 175. | 18. | Zaklatás (Stalker)                         | Richard Dobbs       | Kathy McCormick                                                   | 1998. április 15.    | 16,38 millió |
| 176. | 19. | Eltűnt (Disappeared)                       | David Platt         | Richard Sweren és William N. Fordes                               | 1998. április 22.    | 14,20 millió |
| 177. | 20. | Teher (Burden)                             | Constantine Makris  | David Shore és I.C. Rapoport                                      | 1998. április 24.    | 11,34 millió |
| 178. | 21. | Rossz kislány (Bad Girl)                   | Jace Alexander      | René Balcer és Richard Sweren                                     | 1998. április 29.    | 14,26 millió |
| 179. | 22. | Sérülések (Damaged)                        | Constantine Makris  | Janis Diamond                                                     | 1998. május 6.       | 14,27 millió |
| 180. | 23. | Bulvár (Tabloid)                           | Brian Mertes        | Történet: Alec Baldwin és David Black Tévéjáték: David Black      | 1998. május 13.      | 13,28 millió |
| 181. | 24. | Szörnyeteg (Monster)                       | Ed Sherin           | René Balcer és Richard Sweren                                     | 1998. május 20.      | 14,80 millió |

## 9. évad (1998-1999)
| Sor. | Év. | Cím                             | Rendező             | Író                                                                                         | Premier              | Nézettség    |
| ---- | --- | ------------------------------- | ------------------- | ------------------------------------------------------------------------------------------- | -------------------- | ------------ |
| 182. | 1.  | Dédelgetett (Cherished)         | Ed Sherin           | Történet: Carl Nelson, Scott Tobin és Kathy McCormick Tévéjáték: Kathy McCormick            | 1998. szeptember 23. | 15,56 millió |
| 183. | 2.  | DWB (DWB)                       | Constantine Makris  | René Balcer                                                                                 | 1998. október 7.     | 13,01 millió |
| 184. | 3.  | Csali (Bait)                    | Lewis H. Gould      | Történet: I.C. Rapoport és David Shore Tévéjáték: David Shore                               | 1998. október 14.    | 11,84 millió |
| 185. | 4.  | Menekülés (Flight)              | David Platt         | Richard Sweren és William N. Fordes                                                         | 1998. október 21.    | 12,22 millió |
| 186. | 5.  | Gyötrelem (Agony)               | Constantine Makris  | Kathy McCormick                                                                             | 1998. november 4.    | 15,62 millió |
| 187. | 6.  | Komplikáció (Scrambled)         | Martha Mitchell     | Történet: Judith Hooper és Dick Teresi Tévéjáték: Ed Zuckerman                              | 1998. november 11.   | 13,78 millió |
| 188. | 7.  | Kígyóméreg (Venom)              | Jace Alexander      | Történet: David Shore és I.C. Rapoport Tévéjáték: I.C. Rapoport                             | 1998. november 18.   | 15,91 millió |
| 189. | 8.  | Punk (Punk)                     | Matthew Penn        | Történet: Richard Sweren és Matt Witten Tévéjáték: Matt Witten                              | 1998. november 25.   | 13,43 millió |
| 190. | 9.  | Igazi észak (True North)        | Arthur W. Forney    | Ed Zuckerman                                                                                | 1998. december 9.    | 13,49 millió |
| 191. | 10. | Gyűlölet (Hate)                 | Constantine Makris  | René Balcer                                                                                 | 1999. január 6.      | 16,38 millió |
| 192. | 11. | Sánc (Ramparts)                 | Matthew Penn        | Kathy McCormick és Lynne Litt                                                               | 1999. január 13.     | 16,62 millió |
| 193. | 12. | Kikötő (Haven)                  | David Platt         | David Shore és I.C. Rapoport                                                                | 1999. február 10.    | 13,55 millió |
| 194. | 13. | Fejvadászok (Hunters)           | Richard Dobbs       | Történet: William N. Fordes és Gerry Conway Tévéjáték: Gerry Conway                         | 1999. február 10.    | 15,29 millió |
| 195. | 14. | Mutatványosbódé (Sideshow)      | Ed Sherin           | René Balcer                                                                                 | 1999. február 17.    | 15,63 millió |
| 196. | 15. | Tanítvány (Disciple)            | Martha Mitchell     | Történet: Kathy McCormick és Lynne Litt Tévéjáték: Richard Sweren és Lynne Litt             | 1999. február 24.    | 13,55 millió |
| 197. | 16. | Ártalom (Harm)                  | Richard Dobbs       | René Balcer és Eddie Feldmann                                                               | 1999. március 3.     | 12,93 millió |
| 198. | 17. | Pajzs (Shield)                  | Stephen Wertimer    | Történet: David Shore és I.C. Rapoport Tévéjáték: David Shore, I.C. Rapoport és René Balcer | 1999. március 24.    | 15,24 millió |
| 199. | 18. | Fiatalkorú (Juvenile)           | Lewis H. Gould      | Richard Sweren és Lynne Litt                                                                | 1999. április 14.    | 14,87 millió |
| 200. | 19. | Tabula Rasa (Tabula Rasa)       | Richard Dobbs       | Kathy McCormick és William N. Fordes                                                        | 1999. április 21.    | 16,45 millió |
| 201. | 20. | Birodalmak (Empire)             | Matthew Penn        | Történet: René Balcer és Robert Palm Tévéjáték: Robert Palm                                 | 1999. május 5.       | 18,40 millió |
| 202. | 21. | Nagyravágyás (Ambitious)        | Christopher Misiano | Történet: Richard Sweren és Barry M. Schkolnick Tévéjáték: Barry M. Schkolnick              | 1999. május 12.      | 15,06 millió |
| 203. | 22. | Felvétel (Admissions)           | Jace Alexander      | Történet: William N. Fordes és Lynne Litt Tévéjáték: Kathy McCormick és Lynne Litt          | 1999. május 19.      | 14,96 millió |
| 204. | 23. | Menedék 1. rész (Refuge Part 1) | Constantine Makris  | René Balcer                                                                                 | 1999. május 26.      | 16,31 millió |
| 205. | 24. | Menedék 2. rész (Refuge Part 2) | Constantine Makris  | René Balcer                                                                                 | 1999. május 26.      | 19,29 millió |

## 10. évad (1999-2000)
| Sor. | Év. | Cím                   | Rendező             | Író                                                                                 | Premier              | Nézettség    |
| ---- | --- | --------------------- | ------------------- | ----------------------------------------------------------------------------------- | -------------------- | ------------ |
| 206. | 1.  | Gunshow               | Ed Sherin           | René Balcer                                                                         | 1999. szeptember 22. | 18,63 millió |
| 207. | 2.  | Killerz               | Constantine Makris  | Richard Sweren                                                                      | 1999. szeptember 29. | 18,66 millió |
| 208. | 3.  | DNR                   | David Platt         | Történet: William N. Fordes Tévéjáték: Kathy McCormick                              | 1999. október 6.     | 17,90 millió |
| 209. | 4.  | Merger                | Stephen Wertimer    | Lynn Mamet                                                                          | 1999. október 13.    | 16,84 millió |
| 210. | 5.  | Justice               | Matthew Penn        | Történet: William N. Fordes és Gerry Conway Tévéjáték: Gerry Conway                 | 1999. november 10.   | 17,70 millió |
| 211. | 6.  | Marathon              | Jace Alexander      | Richard Sweren és Matt Witten                                                       | 1999. november 17.   | 17,69 millió |
| 212. | 7.  | Patsy                 | David Platt         | René Balcer és Lynne E. Litt                                                        | 1999. november 24.   | 17,64 millió |
| 213. | 8.  | Blood Money           | Matthew Penn        | Barry Schindel                                                                      | 1999. december 1.    | 15,24 millió |
| 214. | 9.  | Sundown               | Jace Alexander      | Történet: William N. Fordes és Krista Vernoff Tévéjáték: Krista Vernoff             | 1999. december 15.   | 19,29 millió |
| 215. | 10. | Loco Parentis         | Constantine Makris  | Richard Sweren és Matt Witten                                                       | 2000. január 5.      | 18,28 millió |
| 216. | 11. | Collision             | David Platt         | Történet: William N. Fordes és Gerry Conway Tévéjáték: Gerry Conway                 | 2000. január 26.     | 18,13 millió |
| 217. | 12. | Mother's Milk         | Richard Dobbs       | Lynn Mamet és Barry Schindel                                                        | 2000. február 9.     | 18,38 millió |
| 218. | 13. | Panic                 | Constantine Makris  | Történet: Kathy McCormick és Matt Witten Tévéjáték: William N. Fordes és Lynn Mamet | 2000. február 16.    | 17,92 millió |
| 219. | 14. | Entitled              | Ed Sherin           | Történet: Dick Wolf, René Balcer és Robert Palm Tévéjáték: Richard Sweren           | 2000. február 18.    | 18,92 millió |
| 220. | 15. | Fools for Love        | Christopher Misiano | Kathy McCormick és Lynne E. Litt                                                    | 2000. február 23.    | 15,11 millió |
| 221. | 16. | Trade This            | Jace Alexander      | Történet: René Balcer és Barry Schindel Tévéjáték: Barry Schindel                   | 2000. március 1.     | 18,32 millió |
| 222. | 17. | Black, White and Blue | Constantine Makris  | Történet: Richard Sweren és Lynne E. Litt Tévéjáték: Matt Witten és Lynne E. Litt   | 2000. március 22.    | 18,67 millió |
| 223. | 18. | Mega                  | David Platt         | Lynn Mamet                                                                          | 2000. április 5.     | 17,99 millió |
| 224. | 19. | Surrender Dorothy     | Martha Mitchell     | Barry Schindel és Matt Witten                                                       | 2000. április 26.    | 18,46 millió |
| 225. | 20. | Untitled              | Jace Alexander      | Történet: Richard Sweren és Barry M. Schkolnick Tévéjáték: Barry M. Schkolnick      | 2000. május 3.       | 16,42 millió |
| 226. | 21. | Narcosis              | Constantine Makris  | Kathy McCormick és Lynne E. Litt                                                    | 2000. május 10.      | 18,64 millió |
| 227. | 22. | High & Low            | Richard Dobbs       | Történet: William N. Fordes és Gerry Conway Tévéjáték: Gerry Conway                 | 2000. május 17.      | 17,49 millió |
| 228. | 23. | Stiff                 | Jace Alexander      | Történet: René Balcer és Hall Power Tévéjáték: Hall Power                           | 2000. május 24.      | 15,12 millió |
| 229. | 24. | Vaya Con Dios         | Christopher Misiano | René Balcer és Richard Sweren                                                       | 2000. május 24.      | 19,48 millió |

## 11. évad (2000-2001)
| Sor. | Év. | Cím                           | Rendező            | Író                                                                 | Premier            | Nézettség    |
| ---- | --- | ----------------------------- | ------------------ | ------------------------------------------------------------------- | ------------------ | ------------ |
| 230. | 1.  | Endurance                     | Constantine Makris | Matt Witten                                                         | 2000. október 18.  | 17,77 millió |
| 231. | 2.  | Turnstile Justice             | Richard Dobbs      | Barry Schindel                                                      | 2000. október 25.  | 16,67 millió |
| 232. | 3.  | Dissonance                    | Lewis H. Gould     | Wendy Battles                                                       | 2000. november 1.  | 17,60 millió |
| 233. | 4.  | Standoff                      | Jace Alexander     | P.K. Todd                                                           | 2000. november 8.  | 19,03 millió |
| 234. | 5.  | Return                        | Stephen Wertimer   | Aaron Zelman                                                        | 2000. november 15. | 18,69 millió |
| 235. | 6.  | Burn Baby Burn                | David Platt        | Richard Sweren                                                      | 2000. november 22. | 18,29 millió |
| 236. | 7.  | Amends                        | Matthew Penn       | William N. Fordes                                                   | 2000. november 29. | 19,41 millió |
| 237. | 8.  | Thin Ice                      | Jace Alexander     | Történet: Bernard Goldberg Tévéjáték: Barry Schindel és Matt Witten | 2000. december 20. | 18,22 millió |
| 238. | 9.  | Hubris                        | Constantine Makris | Kathy McCormick és Wendy Battles                                    | 2001. január 10.   | 20,34 millió |
| 239. | 10. | Whose Monkey Is It Anyway?    | Vincent Misiano    | William M. Finkelstein                                              | 2001. január 17.   | 18,19 millió |
| 240. | 11. | Sunday in the Park with Jorge | James Quinn        | William M. Finkelstein                                              | 2001. január 24.   | 18,54 millió |
| 241. | 12. | Teenage Wasteland             | Constantine Makris | Barry Schindel és Aaron Zelman                                      | 2001. február 7.   | 19,31 millió |
| 242. | 13. | Phobia                        | David Platt        | Kathy McCormick, Lynn Mamet és Wendy Battles                        | 2001. február 14.  | 20,07 millió |
| 243. | 14. | A Losing Season               | Jace Alexander     | Barry Schindel és Wendy Battles                                     | 2001. február 21.  | 18,25 millió |
| 244. | 15. | Swept Away                    | James Quinn        | William M. Finkelstein                                              | 2001. február 28.  | 18,88 millió |
| 245. | 16. | Bronx Cheer                   | Richard Dobbs      | Történet: Wendy Battles és Richard Sweren Tévéjáték: Richard Sweren | 2001. március 14.  | 18,70 millió |
| 246. | 17. | Ego                           | James Quinn        | William N. Fordes és Wendy Battles                                  | 2001. március 21.  | 18,14 millió |
| 247. | 18. | White Lie                     | Don Scardino       | Richard Sweren és Aaron Zelman                                      | 2001. április 4.   | 17,96 millió |
| 248. | 19. | Whiplash                      | Richard Dobbs      | Matt Witten és Aaron Zelman                                         | 2001. április 18.  | 16,28 millió |
| 249. | 20. | All My Children               | David Platt        | Barry Schindel és Noah Baylin                                       | 2001. május 2.     | 19,67 millió |
| 250. | 21. | Brother's Keeper              | Constantine Makris | René Balcer és Joe Gannon                                           | 2001. május 9.     | 18,82 millió |
| 251. | 22. | School Daze                   | Richard Dobbs      | Történet: Dick Wolf Tévéjáték: Barry Schindel és Eric Overmyer      | 2001. május 16.    | 21,55 millió |
| 252. | 23. | Judge Dread                   | David Platt        | Richard Sweren és Aaron Zelman                                      | 2001. május 23.    | 16,96 millió |
| 253. | 24. | Deep Vote                     | Jace Alexander     | William N. Fordes és Matt Witten                                    | 2001. május 23.    | 20,03 millió |

## 12. évad (2001-2002)
| Sor. | Év. | Cím                   | Rendező            | Író                                                                  | Premier              | Nézettség    |
| ---- | --- | --------------------- | ------------------ | -------------------------------------------------------------------- | -------------------- | ------------ |
| 254. | 1.  | Who Let the Dogs Out? | Don Scardino       | Kathy McCormick és Douglas Stark                                     | 2001. szeptember 26. | 20,68 millió |
| 255. | 2.  | Armed Forces          | Martha Mitchell    | Richard Sweren és Sean Jablonski                                     | 2001. október 3.     | 22,55 millió |
| 256. | 3.  | For Love or Money     | Constantine Makris | Wendy Battles és Sean Jablonski                                      | 2001. október 10.    | 22,07 millió |
| 257. | 4.  | Soldier of Fortune    | Richard Dobbs      | Barry Schindel                                                       | 2001. október 24.    | 21,39 millió |
| 258. | 5.  | Possession            | James Quinn        | Robert Palm                                                          | 2001. október 31.    | 18,07 millió |
| 259. | 6.  | Formerly Famous       | Richard Dobbs      | Wendy Battles és Marc Guggenheim                                     | 2001. november 7.    | 18,96 millió |
| 260. | 7.  | Myth of Fingerprints  | David Platt        | Történet: Eric Overmyer Tévéjáték: Terri Kopp és Aaron Zelman        | 2001. november 14.   | 20,42 millió |
| 261. | 8.  | The Fire This Time    | David Platt        | David Black                                                          | 2001. november 21.   | 17,77 millió |
| 262. | 9.  | 3 Dawg Night          | Stephen Wertimer   | Történet: Aaron Zelman és Richard Sweren Tévéjáték: Richard Sweren   | 2001. november 28.   | 20,22 millió |
| 263. | 10. | Prejudice             | Ed Sherin          | Jill Goldsmith                                                       | 2001. december 12.   | 19,39 millió |
| 264. | 11. | The Collar            | Matthew Penn       | Richard Sweren                                                       | 2002. január 9.      | 19,95 millió |
| 265. | 12. | Undercovered          | Jace Alexander     | Wendy Battles és Noah Baylin                                         | 2002. január 16.     | 21,17 millió |
| 266. | 13. | DR 1-102              | Richard Dobbs      | Marc Guggenheim és Aaron Zelman                                      | 2002. január 30.     | 20,56 millió |
| 267. | 14. | Missing               | David Platt        | Történet: Barry Schindel Tévéjáték: Eric Overmyer és Matt Witten     | 2002. február 6.     | 18,95 millió |
| 268. | 15. | Access Nation         | Constantine Makris | Sean Jablonski és Terri Kopp                                         | 2002. február 27.    | 17,90 millió |
| 269. | 16. | Born Again            | Jace Alexander     | Történet: William N. Fordes Tévéjáték: Jill Goldsmith és Matt Witten | 2002. március 6.     | 20,09 millió |
| 270. | 17. | Girl Most Likely      | Steve Shill        | Lynn Mamet                                                           | 2002. március 27.    | 19,25 millió |
| 271. | 18. | Equal Rights          | James Quinn        | Terri Kopp                                                           | 2002. április 3.     | 18,93 millió |
| 272. | 19. | Slaughter             | Constantine Makris | Rob Wright                                                           | 2002. április 10.    | 19,54 millió |
| 273. | 20. | Dazzled               | Lewis H. Gould     | Eric Overmyer és Matt Witten                                         | 2002. április 24.    | 19,15 millió |
| 274. | 21. | Foul Play             | Richard Dobbs      | Richard Sweren és Stuart Feldman                                     | 2002. május 1.       | 19,30 millió |
| 275. | 22. | Attorney Client       | Matthew Penn       | Jill Goldsmith                                                       | 2002. május 8.       | 19,77 millió |
| 276. | 23. | Oxymoron              | Constantine Makris | Michael Harbert                                                      | 2002. május 15.      | 18,30 millió |
| 277. | 24. | Patriot               | David Platt        | William N. Fordes és Sean Jablonski                                  | 2002. május 22.      | 19,51 millió |

## 13. évad (2002-2003)
| Sor. | Év. | Cím            | Rendező                           | Író                                                  | Premier            | Nézettség    |
| ---- | --- | -------------- | --------------------------------- | ---------------------------------------------------- | ------------------ | ------------ |
| 278. | 1.  | American Jihad | Constantine Makris                | Aaron Zelman és Marc Guggenheim                      | 2002. október 2.   | 19,13 millió |
| 279. | 2.  | Shangri-La     | Constantine Makris                | Michael S. Chernuchin                                | 2002. október 9.   | 20,25 millió |
| 280. | 3.  | True Crime     | Martha Mitchell                   | Wendy Battles és Noah Baylin                         | 2002. október 16.  | 19,29 millió |
| 281. | 4.  | Tragedy on Rye | David Platt                       | William N. Fordes                                    | 2002. október 30.  | 20,16 millió |
| 282. | 5.  | The Ring       | Richard Dobbs                     | Michael S. Chernuchin                                | 2002. november 6.  | 18,44 millió |
| 283. | 6.  | Hitman         | Richard Dobbs                     | Eric Overmyer                                        | 2002. november 13. | 19,02 millió |
| 284. | 7.  | Open Season    | Matthew Penn                      | Richard Sweren                                       | 2002. november 20. | 17,98 millió |
| 285. | 8.  | Asterisk       | Steve Shill                       | Terri Kopp                                           | 2002. november 27. | 15,84 millió |
| 286. | 9.  | The Wheel      | Richard Dobbs                     | Jill Goldsmith                                       | 2002. december 11. | 19,62 millió |
| 287. | 10. | Mother's Day   | Jace Alexander                    | Janis Diamond                                        | 2003. január 8.    | 19,55 millió |
| 288. | 11. | Chosen         | Ed Sherin                         | Michael S. Chernuchin                                | 2003. január 15.   | 19,03 millió |
| 289. | 12. | Under God      | Gloria Muzio                      | Marc Guggenheim és Noah Baylin                       | 2003. február 5.   | 18,33 millió |
| 290. | 13. | Absentia       | Martha Mitchell és Darnell Martin | Eric Overmyer                                        | 2003. február 12.  | 18,38 millió |
| 291. | 14. | Star Crossed   | David Platt                       | Richard Sweren                                       | 2003. február 19.  | 19,81 millió |
| 292. | 15. | Bitch          | Constantine Makris                | Michael S. Chernuchin és Roz Weinman                 | 2003. február 26.  | 15,63 millió |
| 293. | 16. | Suicide Box    | Matthew Penn                      | Aaron Zelman                                         | 2003. március 26.  | 16,48 millió |
| 294. | 17. | Genius         | Jace Alexander                    | William N. Fordes                                    | 2003. április 2.   | 15,47 millió |
| 295. | 18. | Maritime       | Gloria Muzio                      | Wendy Battles                                        | 2003. április 17.  | 15,48 millió |
| 296. | 19. | Seer           | James Quinn                       | Jill Goldsmith                                       | 2003. április 23.  | 18,09 millió |
| 297. | 20. | Kid Pro Quo    | David Platt                       | Eric Overmyer és Roz Weinman                         | 2003. április 30.  | 18,09 millió |
| 298. | 21. | House Calls    | Jace Alexander                    | Janis Diamond                                        | 2003. május 7.     | 17,46 millió |
| 299. | 22. | Sheltered      | Richard Dobbs                     | Terri Kopp                                           | 2003. május 14.    | 18,33 millió |
| 300. | 23. | Couples        | David Platt                       | Lorenzo Carcaterra                                   | 2003. május 21.    | 16,01 millió |
| 301. | 24. | Smoke          | Constantine Makris                | Történet: Dick Wolf Tévéjáték: Michael S. Chernuchin | 2003. május 21.    | 19,02 millió |

## 14. évad (2003-2004)
| Sor. | Év. | Cím                        | Rendező            | Író                                                                               | Premier              | Nézettség    |
| ---- | --- | -------------------------- | ------------------ | --------------------------------------------------------------------------------- | -------------------- | ------------ |
| 302. | 1.  | Bodies                     | Constantine Makris | Történet: Michael S. Chernuchin és William N. Fordes Tévéjáték: William N. Fordes | 2003. szeptember 24. | 20,86 millió |
| 303. | 2.  | Bounty                     | Matthew Penn       | Michael S. Chernuchin                                                             | 2003. október 1.     | 17,50 millió |
| 304. | 3.  | Patient Zero               | David Platt        | Wendy Battles                                                                     | 2003. október 8.     | 16,47 millió |
| 305. | 4.  | Shrunk                     | Jace Alexander     | Richard Sweren                                                                    | 2003. október 22.    | 16,60 millió |
| 306. | 5.  | Blaze                      | Gloria Muzio       | Marc Guggenheim, Aaron Zelman és Michael S. Chernuchin                            | 2003. október 29.    | 16,17 millió |
| 307. | 6.  | Identity                   | Jace Alexander     | Janis Diamond                                                                     | 2003. november 5.    | 16,38 millió |
| 308. | 7.  | Floater                    | Richard Dobbs      | Eric Overmyer                                                                     | 2003. november 12.   | 18,93 millió |
| 309. | 8.  | Embedded                   | Ed Sherin          | Craig Turk                                                                        | 2003. november 19.   | 17,53 millió |
| 310. | 9.  | Compassion                 | Constantine Makris | Roz Weinman                                                                       | 2003. november 26.   | 14,74 millió |
| 311. | 10. | Ill-Conceived              | David Platt        | Aaron Zelman, Noah Baylin és Michael S. Chernuchin                                | 2003. december 3.    | 16,61 millió |
| 312. | 11. | Darwinian                  | Jace Alexander     | Marc Guggenheim                                                                   | 2004. január 7.      | 17,99 millió |
| 313. | 12. | Payback                    | Constantine Makris | Lorenzo Carcaterra                                                                | 2004. január 14.     | 17,23 millió |
| 314. | 13. | Married with Children      | Richard Dobbs      | Wendy Battles és William N. Fordes                                                | 2004. február 4.     | 17,33 millió |
| 315. | 14. | City Hall                  | Gloria Muzio       | Richard Sweren és Marc Guggenheim                                                 | 2004. február 11.    | 16,96 millió |
| 316. | 15. | Veteran's Day              | David Platt        | Noah Baylin                                                                       | 2004. február 18.    | 18,04 millió |
| 317. | 16. | Can I Get a Witness?       | Don Scardino       | Aaron Zelman                                                                      | 2004. február 25.    | 16,73 millió |
| 318. | 17. | Hands Free                 | Gloria Muzio       | Janis Diamond                                                                     | 2004. március 3.     | 14,61 millió |
| 319. | 18. | Evil Breeds                | Constantine Makris | Történet: Barry Schindel és Noah Baylin Tévéjáték: Noah Baylin                    | 2004. március 24.    | 15,05 millió |
| 320. | 19. | Nowhere Man                | Martha Mitchell    | William N. Fordes                                                                 | 2004. március 31.    | 17,86 millió |
| 321. | 20. | Everybody Loves Raimondo's | Richard Dobbs      | Történet: Richard Sweren és Lorenzo Carcaterra Tévéjáték: Lorenzo Carcaterra      | 2004. április 14.    | 16,16 millió |
| 322. | 21. | Vendetta                   | David Platt        | Történet: Michael S. Chernuchin Tévéjáték: David Nahmod és Michael S. Chernuchin  | 2004. április 21.    | 17,21 millió |
| 323. | 22. | Gaijin                     | Jace Alexander     | Wendy Battles                                                                     | 2004. április 28.    | 17,19 millió |
| 324. | 23. | Caviar Emptor              | Richard Dobbs      | Roz Weinman                                                                       | 2004. május 12.      | 15,86 millió |
| 325. | 24. | C.O.D.                     | Matthew Penn       | Richard Sweren és Marc Guggenheim                                                 | 2004. május 19.      | 19,46 millió |

## 15. évad (2004-2005)
| Sor. | Év. | Cím                 | Rendező            | Író                                                                                                | Premier              | Nézettség    |
| ---- | --- | ------------------- | ------------------ | -------------------------------------------------------------------------------------------------- | -------------------- | ------------ |
| 326. | 1.  | Paradigm            | Matthew Penn       | Történet: Dick Wolf Tévéjáték: Richard Sweren                                                      | 2004. szeptember 22. | 18,86 millió |
| 327. | 2.  | The Dead Wives Club | David Platt        | Nick Santora                                                                                       | 2004. szeptember 22. | 15,39 millió |
| 328. | 3.  | The Brotherhood     | Jean de Segonzac   | Történet: Wendy Battles és Alfredo Barrios, Jr. Tévéjáték: Alfredo Barrios, Jr.                    | 2004. szeptember 29. | 12,94 millió |
| 329. | 4.  | Coming Down Hard    | Richard Dobbs      | Davey Holmes                                                                                       | 2004. október 6.     | 12,51 millió |
| 330. | 5.  | Gunplay             | Constantine Makris | William N. Fordes és Lois Johnson                                                                  | 2004. október 20.    | 13,07 millió |
| 331. | 6.  | Cut                 | Richard Dobbs      | Wendy Battles                                                                                      | 2004. október 27.    | 13,23 millió |
| 332. | 7.  | Gov Love            | Michael Pressman   | Richard Sweren és Ross Berger                                                                      | 2004. november 10.   | 15,15 millió |
| 333. | 8.  | Cry Wolf            | Don Scardino       | Nick Santora és Lorenzo Carcaterra                                                                 | 2004. november 17.   | 13,80 millió |
| 334. | 9.  | All in the Family   | Jace Alexander     | William N. Fordes                                                                                  | 2004. november 24.   | 12,62 millió |
| 335. | 10. | Enemy               | Richard Dobbs      | Alfredo Barrios, Jr.                                                                               | 2004. december 1.    | 14,71 millió |
| 336. | 11. | Fixed               | Ed Sherin          | Roz Weinman és Eric Overmyer                                                                       | 2004. december 8.    | 15,69 millió |
| 337. | 12. | Mammon              | Jace Alexander     | William N. Fordes és Douglas Stark                                                                 | 2005. január 5.      | 14,28 millió |
| 338. | 13. | Ain't No Love       | Paris Barclay      | Richard Sweren és Lois Johnson                                                                     | 2005. január 12.     | 14,69 millió |
| 339. | 14. | Fluency             | Matthew Penn       | Nick Santora                                                                                       | 2005. január 19.     | 15,12 millió |
| 340. | 15. | Obsession           | Constantine Makris | Wendy Battles és Alfredo Barrios, Jr.                                                              | 2005. február 9.     | 13,16 millió |
| 341. | 16. | The Sixth Man       | David Platt        | Történet: Richard Sweren és Lois Johnson Tévéjáték: Lois Johnson                                   | 2005. február 16.    | 13,74 millió |
| 342. | 17. | License to Kill     | Constantine Makris | Richard Sweren és Stuart Feldman                                                                   | 2005. február 23.    | 14,54 millió |
| 343. | 18. | Dining Out          | Jean de Segonzac   | Davey Holmes                                                                                       | 2005. március 2.     | 14,66 millió |
| 344. | 19. | Sects               | Richard Dobbs      | Frank Pugliese                                                                                     | 2005. március 30.    | 13,49 millió |
| 345. | 20. | Tombstone           | Eric Stoltz        | Rick Eid                                                                                           | 2005. április 13.    | 16,85 millió |
| 346. | 21. | Publish and Perish  | Constantine Makris | Tom Szentgyorgi                                                                                    | 2005. április 20.    | 14,33 millió |
| 347. | 22. | Sport of Kings      | Michael Pressman   | Történet: Nick Santora, Richard Sweren és Wendy Battles Tévéjáték: Richard Sweren és Wendy Battles | 2005. május 4.       | 11,70 millió |
| 348. | 23. | In God We Trust     | David Platt        | Richard Sweren                                                                                     | 2005. május 11.      | 12,22 millió |
| 349. | 24. | Locomotion          | Matthew Penn       | Történet: Roz Weinman Tévéjáték: Eric Overmyer                                                     | 2005. május 18.      | 12,41 millió |